# Orono, Maine
Orono är en kommun (town) i Penobscot County i delstaten Maine, USA, med 11 183 invånare (2020). Den har enligt United States Census Bureau en landarea på 47,1 km².